# Satevó (Batopilas)
Satevó es una localidad del estado mexicano de Chihuahua, ubicada en lo profundo de las barracas de la Sierra Madre Occidental y en el municipio de Batopilas de Manuel Gómez Morín. Es famosa por ser la ubicación de la Misión del Santo Ángel Custodio de Satevó, una de las construcciones mejor conservadas de la región.

## Historia

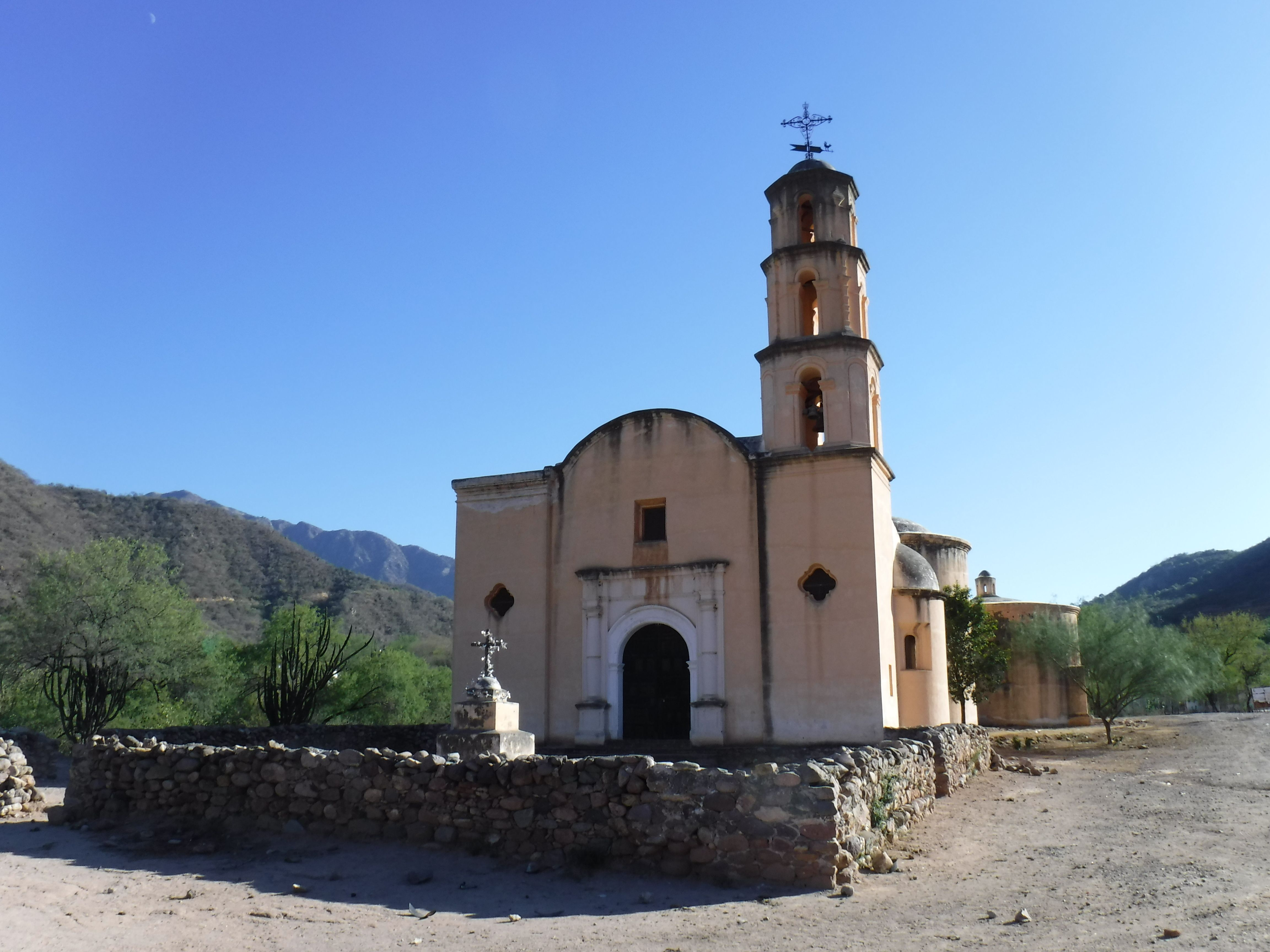
Misión del Santo Ángel Custodio

La población de Satevó tiene su origen en una ranchería de indígenas tarahumaras que alrededor del año de 1701 comenzó a ser visitada por los religiosos de la Compañía de Jesús que atendían la relativamente cercana misión de Tubares. Los primeros sacerdotes que la atenderion fueron los padres Francisco Montoya y Leopoldo Mendívil.
Con anterioridad, en 1698 ya había sido visitada por sacerdotes que habían realizado padrones de su población. Satevó representó siempre muchas dificultades para la atención por parte de sus misioneros debido a su localización geográfica y debido a que en la misión más cercana, Tubares, se hablabla ese idioma, mientras que en Satevó se hablaba el tarahumara.
Gran parte de su primera etapa la misión siguió siendo atendida por el misionero de Tubares, a partir de 1750 y hasta la expulsión de los jesuitas en 1773 la misión tuvo un sacerdote de forma permanente.
A la expulsión de la Compañía de Jesús, la misión pasó a ser atendida por sacedores franciscanos provenientes del Colegio Apostólico de Propaganda Fide de Guadalupe, Zacatecas; fue en ese momento, en el año de 1781 cuando fue construido el templo que existe hasta la actualidad y que es una de las más admiradas construcciones de la época colonial en el estado de Chihuahua.
A inicio del siglo XX la población fue denominada Arenal y Chilicote Satevó, recuperando posteriormente su actual denominación.

## Localización y demografía
Satevó se encuentra en una de las zonas más apartadas y aisladas del estado de Chihuahua, tal y como era en la época colonial, su acceso es difícil y únicamente por caminos de terracería que la unen a la cabecera municipal. Sus coordenadas geográficas son 26°59′37″N 107°42′53″O / 26.99361, -107.71472 y a una altitud de 543 metros sobre el nivel del mar.
De acuerdo al Censo de Población y Vivienda realizado en 2010 por el Instituto Nacional de Estadística y Geografía la población de Satevó es de 188 habitantes, de los que 99 son hombres y 89 son mujeres.